# Vermitigris sinensis
Vermitigris sinensis är en tvåvingeart som beskrevs av Yang 1988. Vermitigris sinensis ingår i släktet Vermitigris och familjen Vermileonidae. Inga underarter finns listade i Catalogue of Life.